# Lorenzo Bandini Trophy
Lorenzo Bandini Trophy, italienska Trofeo Lorenzo Bandini,  är ett pris som delas ut till den italienske förolyckade racerföraren Lorenzo Bandinis minne av hans hemstad Brisighella.
Priset, som delats ut sedan 1992, går till en enastående personlighet inom världsracingen.

## Mottagare
| Säsong      | Förare                                |
| ----------- | ------------------------------------- |
| 2025        | Oscar Piastri                         |
| 2024        | George Russel                         |
| 2023        | Lando Norris                          |
| 2022        | Kevin Magnussen                       |
| 2021        | Stefano Domenicali och Massimo Rivola |
| 2020 (2019) | Charles Leclerc                       |
| 2019 (2018) | Antonio Giovinazzi                    |
| 2018 (2017) | Valtteri Bottas                       |
| 2017 (2016) | Scuderia Ferrari                      |
| 2016 (2015) | Max Verstappen                        |
| 2015 (2014) | Mercedes AMG Petronas F1 Team         |
| 2014 (2013) | Daniel Ricciardo                      |
| 2013 (2012) | Piero Ferrari                         |
| 2012 (2011) | Bruno Senna                           |
| 2011 (2010) | Nico Rosberg                          |
| 2010 (2009) | Lewis Hamilton                        |
| 2009 (2008) | Sebastian Vettel                      |
| 2008 (2007) | Robert Kubica                         |
| 2007 (2006) | Felipe Massa                          |
| 2006 (2005) | Mark Webber                           |
| 2005 (2004) | Fernando Alonso                       |
| 2004 (2003) | Kimi Räikkönen                        |
| 2003 (2002) | Michael Schumacher                    |
| 2002 (2001) | Juan Pablo Montoya                    |
| 2001 (2000) | Jenson Button                         |
| 2000 (1999) | Jarno Trulli                          |
| 1999 (1998) | Alexander Wurz                        |
| 1998 (1997) | Giancarlo Fisichella                  |
| 1997 (1996) | Luca di Montezemolo                   |
| 1996 (1995) | Jacques Villeneuve                    |
| 1995 (1994) | David Coulthard                       |
| 1994 (1993) | Inget pris utdelat                    |
| 1993 (1992) | Ivan Capelli                          |